# Leodegar Thoma
Leodegar Thoma (* 15. August 1746 in Todtnau; † 17. Februar 1821 ebenda) gilt als der Begründer der Bürstenindustrie in Todtnau.

## Leben
Leodegar Thoma wurde als Sohn des Josef Thoma und der Müllerstochter Anna Kunzelmann geboren. Der Vater übernahm die Mühle zunächst als Pächter, später als Eigentümer. Wie zu dieser Zeit üblich musste Leodegar im Müllerbetrieb mithelfen. Als jüngster der Brüder war er für die Ordnung und Sauberkeit zuständig. Dabei waren der Fußboden, die Simse und das Mahlwerk zu reinigen, aber auch die Truhen, Wannen und Behälter in der Mühle. Außerdem nach dem Feierabend auch die Kleidung und die Schuhe zu pflegen.
Während Leodegar Thoma so die Arbeiten in der Mühle versah, fand er das Zusammenwischen des Mehls besonders schwierig, weil ihm ein geeignetes Werkzeug fehlte. So fertigte er seine erste Bürste. Thoma schnitt ein Holz in längliche Form zurecht, bohrte Löcher hinein und füllte diese mit Schweineborsten aus, die er mit hölzernen Nägeln befestigte.
Diese Geschichte wird in der Literatur allerdings als Legende bezeichnet. Unbestritten ist aber, dass Thoma die Bürstenbinderei in Todtnau und Umgebung einführte.
Der Beginn der Bürstenmacherei lässt sich nicht genau datieren und wird auf die Zeit zwischen 1750 und 1790 datiert. Nachgewiesen ist Thoma's Effizienz bei der Herstellung, weil er die Arbeitsteilung einführte und die Arbeiten zur Herstellung der Bürsten innerhalb seiner Familie aufteilte.:147 Dadurch wurden Thoma und seine Familie in der Herstellung der Bürsten sehr effizient. Einerseits konnten sie dank der konsequenten Arbeitsteilung die Produktion deutlich erhöhen. Zudem entwickelten sich die einzelnen Gehilfen in ihren jeweiligen Tätigkeiten mit der Zeit zu Spezialisten, wodurch die Qualität der gefertigten Bürsten wesentlich höher war als bei anderen Bürstenmachern. Durch den Erfolg von Leodegar und seiner Familie wurden die Todtnauer angespornt, sich ebenso der Bürstenmacherei zu widmen.
1772 reiste Leodegar Thoma nach Freiburg, um seine Rossbürsten dem österreichischen Militär vorzuführen. Er zeigte den begeisterten Soldaten, wie bequem mit seinen Bürsten die Pferde geputzt werden konnten. Der Kommandant beauftragte ihn sogleich, in möglichst kurzer Frist so viele Bürsten wie nur möglich zu liefern. Leodegar gelang es, in kurzer Zeit 50 Rossbürsten zu fertigen und nach Freiburg zu liefern. Dieser erste große Erfolg ermutigte ihn, die Bürstenmacherei fortzuführen und weiterzuentwickeln.